# رحل بنيول
رَحْل بُنيُول (بالإسبانية: Rafelbuñol) هي منطقة سكنية في منطقة بلنسية في إسبانيا .